# 染色
染色（せんしょく）とは、布、革など繊維質に色素を吸着、結合させることである。
染め方で大きくは浸染系と捺染系に分けられる。

## 種類

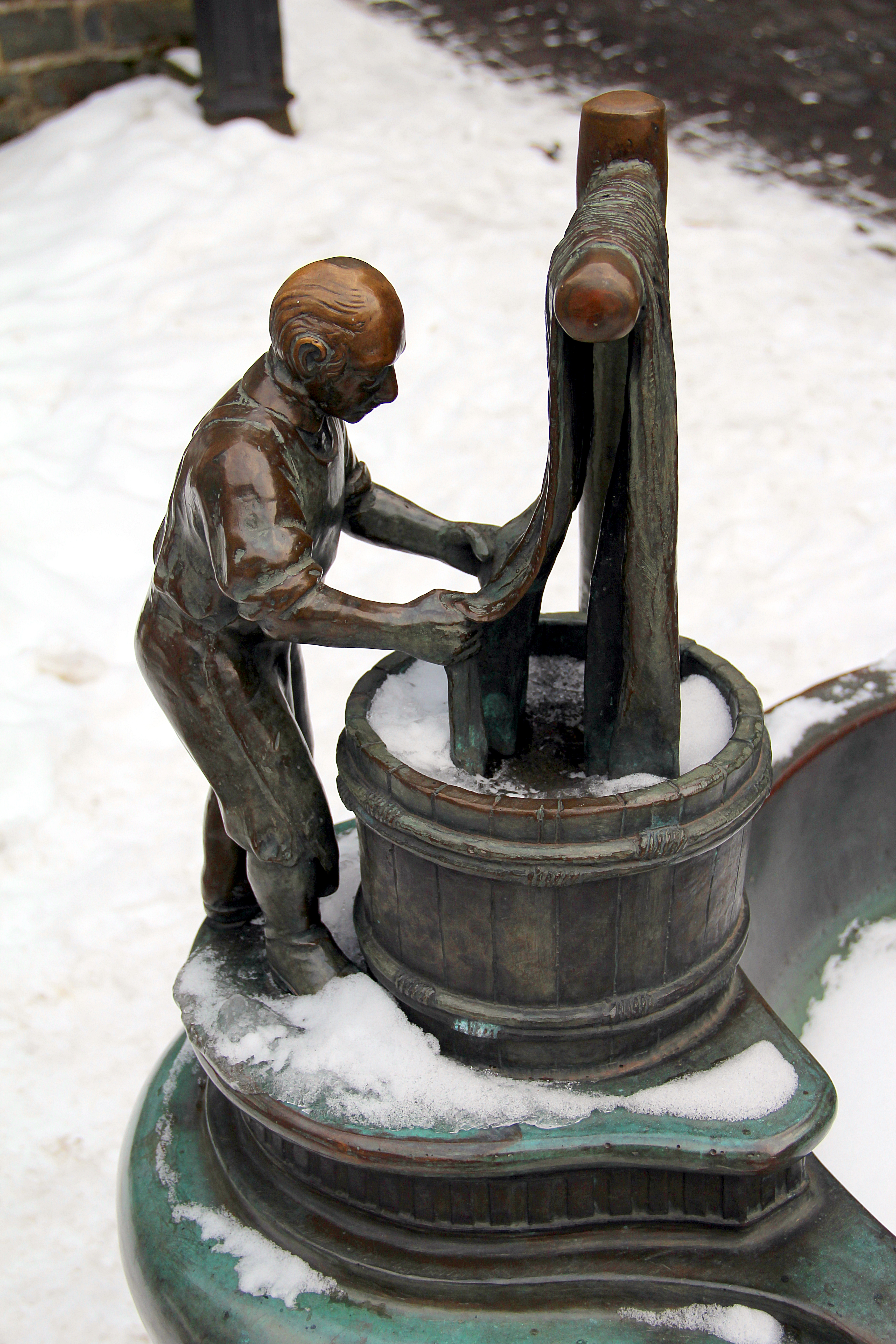

- 染色補正（しみ落とし・汚れ落とし・繊維医者）
- 浸染系（無地染め）
  - 糸染
  - 反染
  - 製品染
- 引染系（無地染めおよび柄染め）
  - 反染
- 捺染系（柄染め）
  - 直接捺染
  - 抜染
  - 防染

予め紋様を表す部分に糊や蝋を付けておき、その部分に色が染まるのを防ぐことによって紋様を表す手法。